# Авантуре Шерлока Холмса (филм)
Авантуре Шерлока Холмса (енгл. The Adventures of Sherlock Holmes) је амерички детективски филм из 1939. године, са Бејзилом Ратбоном, Најџелом Брусом и Ајдом Лупино у главним улогама. Режирао га је Алфред Л. Веркер, док га је дистрибуирао 20th Century Fox. Филм је пастиш у којем се појављују ликови из серијала књига о Шерлоку Холмсу које је написао сер Артур Конан Дојл. Овај филм је адаптација позоришне драме из 1899. године, Шерлок Холмс, Вилијама Гилета, иако у њиховим радњама има веома мало сличности.
Филм је друго остварење у серијалу од четрнаест филмова о Шерлоку Холмсу објављених између 1939. и 1946. године, од којих је први био Баскервилски пас, у коме се Ратбон и Брус појављују као Холмс и доктор Вотсон. Ово је такође био последњи филм о Холмсу у Фоксовој продукцији и последњи у овом серијалу који је смештен у оригинални период викторијанског Лондона. Следећих дванаест филмова, који су били у продукцији Јуниверсал пикчерса и у којима су такође глумили Ратбон и Брус, били су смештени у време снимања тих филмова (тј. 1940-е).
Радња филма прати познатог детектива Шерлока Холмса и његовог помоћника доктора Вотсона док они покушавају да зауставе свог непријатеља, професора Моријартија, који циља на богату породицу и планира да украде краљевске драгуље.

## Радња
Филм почиње вербалним сукобом Шерлока Холмса и професора Моријартија на степеницама испред Централног казненог суда, где је Морјиарти ослобођен оптужбе за убиство због недостатка доказа. Холмс примећује: „Имате величанствен мозак, Моријарти. Дивим му се. Дивим му се толико да бих волео да га представим, укисељеног у алкохолу, Лондонском медицинском друштву.” Моријарти узвраћа: „То би био импресиван експонат.”
Холмса и доктора Вотсона касније посећује Ен Брендон у Улици Бејкер 221Б. Говори им да је њен брат Лојд примио чудну поруку – цртеж човека коме о врату виси албатрос – идентичан цртежу који је добио њен отац пре него што је брутално убијен 10 година раније. Холмс закључује да је порука упозорење и жури да пронађе Лојда. Међутим, не стиже на време будући да је Лојд убијен; задављен је и смрскана му је лобања.
Холмс истражује и долази на баштенску забаву, прерушен у музичког забављача, исправно мислећи да ће ту неко покушати да убије Ен. Чувши њено вриштање из оближњег парка, он успева да ухвати њеног нападача, за кога се испостави да је Габријел Матео, који жели да се освети Брендонима због тога што је Енин отац убио његовог у спору око власништва над њиховим рудником у Јужној Америци. Оружје које је користио била је бола. Матео такође открива да га је на освету подстакао Моријарти. 
Холмс схвата да се Моријарти користио овим случајем како би одвратио пажњу од свог правог злочина, оног који ће узбуркати Британску империју – покушај крађе британских крунских драгуља. Холмс хитно одлази до Лондонске Куле како би спречио злочин и током борбе Моријарти пада и, наизглед, гине. На крају филма Ен се удаје, а Холмс покушава да отера муву свирајући виолину; Вотсон је убија новинама добацивши „Елементарно, драги мој Холмсе, елементарно.”

## Улоге
| Глумац          | Улога               |
| --------------- | ------------------- |
| Бејзил Ратбон   | Шерлок Холмс        |
| Најџел Брус     | доктор Џон Вотсон   |
| Ајда Лупино     | Ен Брендон          |
| Џорџ Зуко       | професор Моријарти  |
| Алан Маршал     | Џеролд Хантер       |
| Тери Килберн    | Били                |
| Хенри Стивенсон | сер Роналд Рамсгејт |
| Е. Е. Клајв     | инспектор Бристол   |
| Мери Гордон     | госпођа Хадсон      |
| Џорџ Регас      | Габријел Матео      |

## Позадина
Филм је, наводно, заснован на позоришној драми Вилијама Гилета, иако је приказано врло мало од оригиналне радње те драме поред сукоба Холмса и Моријартија. У првом периоду приказивања ове драме у лондонским позориштима глумио је тада врло млади Чарли Чаплин, коме је то била једна од првих улога у животу. Глумио је Билија, кога у филму глуми Тери Kилберн.

## Признања
Цитат „Елементарно, мој драги Вотсоне.” је смештен на 65. место листе Америчког филмског института „100 година АФИ-ја... 100 цитата”.

## Утицај
Овај филм је популаризовао цитат „Елементарно, мој драги Вотсоне”. Иако је он изговорен у звучном филму Повратак Шерлока Холмса из 1929. године, са Клајвом Бруком у главној улози, не појављује се ни у једном Дојловом делу о Холмсу, мада је Холмс једном рекао „Елементарно” у приповеци „Грбавац”.
Током сцене у којој Холмс упада на баштенску забаву обучен као забављач у варијетеу, он изводи песму „I Do Like to Be Beside the Seaside”. Ово је анахронизам јер се радња филма дешава 1894, а песма је написана 1907. године.
Сцена у којој Холмс експериментише са мувама у чаши док свира виолину поново је представљена и у филму Шерлок Холмс из 2009. године, са Робертом Даунијем Јуниором у насловној улози.
Епизода „The Reichenbach Fall” серије Шерлок је надахнута овим филмом, као и осталим филмовима са Ратбоном и Брусом (креатори Стивен Мофат и Марк Гатис именовали су ове филмове као главну инспирацију серије).